# 小姐与流浪汉2：狗儿逃家记
《小姐与流浪汉2：狗儿逃家记》（英語：Lady and the Tramp II: Scamp's Adventure），是一部由美國的華特迪士尼影業製作、於2001年2月27日以錄影帶首映方式發行的動畫電影。它是1955年的電影《小姐與流氓》續集。
故事中心圍繞在麗滴與長雲誕下的小狗史坎普，他一心想成為「野狗」。这部電影由澳洲迪士尼動畫出品。這部電影的双碟版DVD已经分别由中录德加拉、博伟在中国大陆以及台湾发行。美国在首次发行DVD后，于2006年6月20日又重新发行特别版。

## 角色

### 介绍
史坎普（Scamp）
淑女(小姐)和流氓(流浪漢)唯一的兒子。外表和父親相似。他十分嚮往野狗的生活，不像他的三個姊妹安妮特(Annette) 、克萊特(Colette) 、丹妮爾(Danielle) 那樣安於家居，他期望能夠到街頭流浪，每天過著自由不羈的冒險生活，因此史坎普就逃家跟廢棄物廣場的野狗們交往，其中包括迷人的安琪(Angel) 、對史坎普不太友善的首領伯斯特(Buster)…等等，史坎普徘徊在兩種不同的生活中，必須做出他的選擇。
安琪兒（Angel）
漂亮的米白色母狗，人見人愛。

### 配音員
| 配音                         | 配音                 | 配音                                                    | 角色                                                      |
| 英語                         | 國語                 | 粵語                                                    | 角色                                                      |
| ---------------------------- | -------------------- | ------------------------------------------------------- | --------------------------------------------------------- |
| 史考特·沃夫                  | 何志威 鄭知明（唱）  | 陳楚鍵 黃翊(唱)                                         | 史坎普（Scamp "Whirlwind"）                               |
| 艾莉莎·米兰诺                | 魏晶琦 蕭蔓宣（唱）  | 黃慧慈                                                  | 安琪兒（Angel）                                           |
| 切斯·帕姆米特里              | 田志傑 葉正文（唱）  | 陸頌愚 徐振東(唱)                                       | 布斯特（Buster）                                          |
| 傑夫·本內特                  | 宋克軍 楊家琪（唱）  | 翟耀輝 何浩倫(唱)                                       | 長云（Tramp）                                             |
| 茱蒂·班森                    | 雷碧文 蕭蔓宣（唱）  | 冼寶儀 周小君(唱)                                       | 麗滴（Lady "Pidge"）                                      |
| 傑夫·本內特                  | 夏治世               | 戴偉光                                                  | 加克（Jock）                                              |
| 傑夫·本內特                  | 陳旭昇               | 盧雄                                                    | 查弟（Trusty）                                            |
| 比爾·法格巴克                | 田平春 李世昌（唱）  | 盧雄 譚錫禧(唱)                                         | 毛毛（Mooch）                                             |
| 米基·鲁尼                    | 王希華 簡世亮（唱）  | 陳偉權 鄭鴻昌(唱)                                       | 史柏基（Sparky）                                          |
| 凱西·莫里阿迪                | 朱憶華               | 黃敏儀 白嘉倩(唱)                                       | 珠寶（Ruby）                                              |
| 布朗森·平秋特                | 陳宗岳 羅添洲（唱）  | 黎海文 黃偉年(唱)                                       | 法蘭索汪（Francois）                                      |
| 黛比·德瑞貝里 凱絲·索西      | 姚敏敏 賀世芳 董錦萍 |                                                         | 安妮特、丹妮爾和卡洛特（Annette, Danielle, and Collette） |
| 羅布·保羅森                  |                      |                                                         | 歐迪斯（Otis）                                            |
| 尼克·詹姆森 芭芭拉·古德森    | 李香生 盧敘榮        |                                                         | 吉姆迪爾和達令（Jim Dear and Darling）                    |
| 安德魯·麥克道格              | 董錦萍               |                                                         | 朱尼爾（Junior）                                          |
| 崔西·馬可尼爾                | 賀世芳               |                                                         | 莎拉阿姨（Aunt Sarah）                                    |
| 崔西·馬可尼爾 马莉·凯·伯格曼 | 使用原音             |                                                         | 賽與安（Si and Am）                                       |
| 吉姆·康明斯                  | 沈光平               |                                                         | 托尼（Tony）                                              |
| 麥克·葛勞                    | 陳宗岳               |                                                         | 喬（Joe）                                                 |
| 法蘭克·華爾克                | 使用原音             |                                                         | 瑞奇（Reggie）                                            |
| 艾波·文切爾                  |                      |                                                         | 馬哈尼女士（Mrs. Mahoney）                                |
|                              | 石兆平               | 龍天生 黃敏儀 朱慧玲 黎海文 顏珊珊 陳偉權 葉翠珊 黎思玲 |                                                           |

## 外部連結
- 官方网站
- AllMovie上《小姐与流浪汉2：狗儿逃家记》的资料（英文）
- 大卡通資料庫上《小姐与流浪汉2：狗儿逃家记》的資料（英文）

- 豆瓣电影上《小姐与流浪汉2：狗儿逃家记》的資料 （简体中文）
- 互联网电影数据库（IMDb）上《小姐与流浪汉2：狗儿逃家记》的资料（英文）
- 爛番茄上《小姐与流浪汉2：狗儿逃家记》的資料（英文）